# La mia mamma suona il rock
La mia mamma suona il rock è un film direct-to-video del 2013 diretto da Massimo Ceccherini, che si è occupato anche di soggetto e sceneggiatura.
Prende il titolo dalla celebre canzone del 1979 scritta e cantata da Ivano Fossati La mia banda suona il rock.

## Trama
Cristiano e Franco sono una coppia di omosessuali di circa quarant'anni, titolari di un'affermata casa di moda. Cristiano ha un problema che lo angoscia profondamente: vorrebbe avere un figlio! Esasperato dalla situazione, che in Italia non ha soluzioni, Franco se ne va e Cristiano passa mesi di solitudine e depressione. Dopo una notte all'insegna dell'alcol, Cristiano vorrebbe buttarsi da un ponte, ma viene salvato da Massimo, leader di una rock band. Cristiano, in quel momento, idea un piano: spacca una bottiglia in testa a Massimo, lasciandolo senza sensi, e lo rapisce. Il mattino seguente Massimo si ritrova in un letto legato come un salame. È a casa di Cristiano, che ha deciso di farlo diventare il figlio che ha sempre sognato. La sola speranza per Massimo di sfuggire a questa folle prigionia è Gilda, la sua bella fidanzata rocker...

## Critica
- Mymovies: 2 stelle su 5[2]
- Comingsoon: 2.3 stelle su 5[3]